# ۲۱ (پیش از میلاد)
۲۱ (پیش از میلاد) ۲۱مین سال قبل از تقویم میلادی است.